# Abbaye de Phước sơn
L'abbaye de Phước sơn, en vietnamien Đan Viện Thánh Mẫu Phước sơn, est l'abbaye-mère de la Congrégation cistercienne vietnamienne (vi), dite « de la Sainte-Famille ».
Elle est située à Phú Mỹ, dans la Province de Bà Rịa-Vũng Tàu, à proximité immédiate de la mer de Chine méridionale. Fondée en 1918, elle a prospéré malgré les persécutions du régime communiste.

## Histoire

### Fondation
En 1903, alors que le Viêt Nam est encore intégré à l'Indochine française, Henri François Joseph Denis, séminariste des Missions étrangères de Paris, est ordonné prêtre et envoyé en Cochinchine. Il prend le nom de Benoît, et le nom vietnamien de « Thuận », qui signifie « obéissance » ou « consentement » lui est également donné. Tout d'abord nommé prêtre paroissial, il a toutefois un désir de vie religieuse, qui ne se concrétise qu'en 1918,.
Benoît Thuận crée le 25 juillet 1918, en Annam, dans l'archidiocèse de Hué, un premier monastère situé à proximité de la rivière Bến Hải (en), et il est rejoint par un premier frère qui se nomme Tađêô Chánh. Une première messe est célébrée le 5 août. Le 12 août, un premier édifice est construit : il ne s'agit alors que d'une cabane de torchis, ne comptant que deux pièces.

### Développement
Dès le 11 octobre 1918, le cardinal van Rossum signe le décret de création de la congrégation Notre-Dame du Viêt Nam, qui prend effet le 21 mars 1920 et souhaite que cette dernière s'affilie à l'ordre cistercien de la Stricte Observance, ce qui correspond au vœur de Benoît Thuận. Toutefois, l'ordre juge qu'il n'est pas possible de vivre la règle trappiste dans un pays aussi éloigné. L'ordre cistercien de la commune observance est alors approché. Le 11 février 1931, l'abbé de Lérins, André Drillon, visite Phước sơn.
En parallèle, beaucoup de jeunes hommes, principalement issus des séminaires du nord et du milieu paysan pauvre, souhaitent participer à la vie monastique. Dès le début de l'abbaye, Benoît Thuận décide qu'il n'y aura pas de convers mais une seule catégorie de moines, préfigurant ainsi les recommandations du concile Vatican II.
Le 12 octobre 1933, quelques mois après la mort de Benoît Thuận survenue le 25 juillet, le chapitre général cistercien incorpore Phước sơn à l’ordre cistercien de la commune observance. À cette date, le monastère compte 70 habitants, dont un grand nombre de postulants ou de novices. Le 24 mai 1934, le Saint-Siège approuve cette incorporation. Dès le 13 octobre 1934, une demande de fondation est présentée à l'abbaye vietnamienne par Adrien Devals, évêque de Melaka-Johor. Toutefois, aucun site propice n'est trouvé et le projet est abandonné,
En 1936, le nombre de postulations et l'invitation de Mgr Jean-Baptiste Nguyễn Bá Tòng, évêque de Phát Diệm, incitent le monastère à fonder une première abbaye-fille au nord de l'actuel Viêt Nam. Le diocèse avait racheté une ancienne plantation pour la transformer en monastère, qui devient l'abbaye de Châu Sơn Nho Quan (vi),.

### Aléas politiques
Dès le début de la guerre d'Indochine, les moines pressentent que leur fondation est menacée et en réfèrent au chapitre général, qui approuve la fondation d'un monastère au Sud le 21 septembre 1950 ; le 2 février 1952, la communauté fonde l'abbaye de Tâm Phước Lý. L'abbaye de Phước trouve un nouveau site à hủ Đức et commence la construction du nouveau monastère. Durant les vingt premières années, celui-ci est toutefois extrêmement précaire, simplement abrité sous des toits de tôle. À partir de 1953, la communauté se transfère par petits groupes du site originel vers le nouveau.
En 1954, après les Accords de Genève, le Viêt Nam est divisé en deux. Les deux monastères de la congrégation sont forcés de fermer et les moines doivent s'exiler au Sud. Les nouvelles fondations continuent d'accepter de très nombreux postulants, mais seulement un dixième de ceux-ci restent finalement dans la vie monastique. De 1971 à 1974, le monastère est antièrement reconstruit, avec une architecture explicitement asiatique, suivant en cela les recommandations liturgiques d'inculturation prônées par Vatican II. Le 15 juillet 1974, l'archevêque Paul Nguyễn Văn Bình (vi) préside la messe de dédicace du monastère.
À partir de 1975, le Viêt Nam est réunifié sous la bannière communiste ; les monastères ne sont pas explicitement interdits, mais les nouvelles vocations sont prohibées. De plus, les plus grosses communautés sont contraintes de se disperser en petites fraternités. C4est l'époque où de nombreuses fondations de petits monastères ont lieu : Vĩnh Phước est fondée en 1972, Thiên Phước et Phước Vĩnh  en 1975, Phước Hải en 1976, Fatima et An Phước en 1978.
Le 21 mars 1978, la persécution se durcit : les monastères sont confisqués, transformés en terrain d'entraînement pour l'armée, et les moines emprisonnés. La détention ne dure que quatre mois, sauf pour deux moines détenus six ans. Les religieux sont ensuite libérés sans toutefois obtenir l'autorisation de reformer une seule grande communauté ; ils doivent vivre dans des locaux provisoires exigus.

### Libéralisation et ouverture
À partir de 1986, la politique Đổi mới favorise les activités religieuses ; le monastère de Phước Thiên peut être fondé en 1988. Au cours des années 1990, le noviciat est autorisé à rouvrir. À partir de 1994, la construction d'un nouveau monastère devient envisageable. La première pierre de l'église est posée le 19 mars 1997 et la messe de dédicace est présidée le 11 septembre 1999 par Paul Marie Nguyễn Minh Nhật (vi), évêque de Xuan Loc,.
Au tournant du XXIe siècle, les Vietnamiens de la diaspora demandent que des monastères soient créés dans d'autres pays, et particulièrement dans l'ouest des États-Unis où ils vivent nombreux. Le 17 août 2008, l'abbaye Saint-Joseph est fondée à Lucerne, en Californie. Pendant ce temps, Mgr Louis Chamniern Santisukniram (en), évêque de Thare and Nonseng (en), en Thaïlande, sollicite également Phước sơn. Le 8 septembre 2014, le 

### Liste des abbés
- Henri François Joseph Denis, en religion Benoît Thuận, du 25 juillet 1918 au 25 juillet 1933
- Bernard Mendiboure, de 1933 à ?
- Emmanuel Chu Kim Tuyen, de ? à 1970
- John Vuong Dinh Lam, du 21 novembre 1970 à ? [3]